# پارک ملی ارائوکاریاس
پارک ملی ارائوکاریاس (به پرتغالی: Parque Nacional das Araucárias) یک پارک ملی در برزیل است که در سانتا کاتارینا واقع شده‌است.